# 赤石壽美
赤石 壽美（あかいし としみ）は、日本の法学者（家族法・日本法制史・社会保障法）。学位は法学修士（早稲田大学・1969年）。静岡県立大学名誉教授。名の「壽」は「寿」の旧字体のため、新字体で赤石 寿美（あかいし としみ）とも表記される。
株式会社旺文社での勤務を経て、静岡女子大学文学部助教授、静岡県立大学国際関係学部教授、静岡県立大学評議員などを歴任した。

## 概要
家族法、日本法制史、社会保障法を専攻する法学者である。旺文社を経て学究の道に入り、日本の窮民救助立法史や現行公的扶助制度の法的分析といった研究で知られている。後進の育成に努め、静岡女子大学、静岡県立大学で教鞭を執った。

## 来歴

### 生い立ち
学習院が設置・運営する学習院大学に進学し、政経学部の政治学科にて学んだ。1964年（昭和39年）、学習院大学を卒業した。それに伴い、政治学士の称号を取得した。大学卒業後は、旺文社に入社する。
しかし、向学の念断ちがたく、同名の学校法人により設置・運営される早稲田大学の大学院に進学し、法学研究科にて学んだ。1969年（昭和44年）3月、早稲田大学の大学院における修士課程を修了した。それに伴い、法学修士の学位を取得した。さらに1975年（昭和50年）3月には博士課程を満期退学する。

### 法学者として
静岡県により設置・運営される静岡女子大学に採用され、1975年（昭和50年）4月より文学部の講師として着任した。さらに、1977年（昭和52年）には文学部の助教授に昇任した。
その後、静岡県により静岡県立大学が新たに設置されることになり、1987年（昭和62年）に国際関係学部の教授として着任した。国際関係学部においては、主として国際関係学科の講義を担当した。また、大学発足に伴う学内規定の整備にあたっては、中心となって尽力する。さらに、1996年（平成8年）からは大学院の国際関係学研究科の教授も兼務することになった。国際関係学研究科においては、主として国際関係学専攻の講義を担当した。学内においては要職を歴任しており、評議員を兼務し、国際関係学部の教授会の運営や教養教育改革に伴う教養科改組などを手掛けた。他の教育・研究機関においても出講しており、静岡県自治研修所や静岡県が所管する学校において講義を行っていた。静岡学園短期大学においても、講師を非常勤で兼任していた。公的な役職としては、静岡県地方労働委員会の委員を兼任していた。
2007年（平成19年）3月31日、静岡県立大学を退職した。その後、これまでの功績により、静岡県立大学より名誉教授の称号が授与された。

## 研究
専門は法学であり、特に家族法、日本法制史、社会保障法といった分野の研究を手掛けた。具体的には、日本における窮民救助の立法史や、現行の公的扶助制度の法的分析において多くの業績を挙げている。『近代日本法律司法年表』や『判例体系（第二期版・民法総則）』の編纂に従事するなど、資料や年表をはじめとする学術書、専門書も上梓している。また、刊行の全期間にわたって資料の蒐集や整理編成にあたるなど、外岡茂十郎の編んだ『明治前期家族法資料』においても中心的な作業を担っていた。同書により編者の外岡は日本学士院賞を受賞している。そのほか、『社会保障判例百選』での分担執筆や、『裁判と法の歴史的展開』での分担執筆などがある。
なお、1995年（平成7年）に静岡県地方労働委員会より会長表彰を受けている。また、2000年（平成12年）には静岡県知事表彰を受けている。

## 人物
静岡女子大学、および、静岡県立大学と計32年にわたり静岡県静岡市谷田のキャンパスに勤めていた。静岡女子大学について「茶畑の間の坂道を登りきったところに簡素で端正な白亜の建物がありました。芝生の中庭の池に泳ぐ鯉。周辺に『花滴々』の歌碑そのままの萩の花群。振り返れば秀峰富士。筍の出る藪」とキャンパスの様子を描写したうえで「こころ休まるキャンパスがここにありました」と述懐している。

## 略歴
- 1964年 - 学習院大学政経学部卒業[1]。
- 1969年 - 早稲田大学大学院法学研究科修士課程修了[1]。
- 1975年 - 早稲田大学大学院法学研究科博士課程満期退学[1]。
- 1975年 - 静岡女子大学文学部講師[1]。
- 1977年 - 静岡女子大学文学部助教授[1]。
- 1987年 - 静岡県立大学国際関係学部教授[1]。
- 1996年 - 静岡県立大学大学院国際関係学研究科教授[1]。
- 2007年 - 静岡県立大学退職[3]。
- 2007年 - 静岡県立大学名誉教授。

## 賞歴
- 1995年 - 静岡県地方労働委員会会長表彰[1]。
- 2000年 - 静岡県知事表彰[1]。

## 著作

### 共著
- 日本社会保障法学会編『住居保障法・公的扶助法』法律文化社、2001年。ISBN 4589025256

### 編纂
- 赤石寿美ほか編集『近代日本法律司法年表』第一法規出版、1982年。全国書誌番号:84039534

### 寄稿、分担執筆、等
- 佐藤進・西原道雄・西村健一郎編『社会保障判例百選』2版、有斐閣、1991年。ISBN 4641114137
- 杉山晴康編『裁判と法の歴史的展開』敬文堂、1992年。ISBN 4767002923
- 佐藤進ほか編『社会保障判例百選』3版、有斐閣、2000年。ISBN 978-4-641-11453-1

### 上記以外に参画していたもの
- 外岡茂十郎著『明治前期家族法資料』1巻1冊、早稲田大学、1967年。全国書誌番号:49011158
- 外岡茂十郎著『明治前期家族法資料』1巻2冊、早稲田大学、1967年。全国書誌番号:49011158
- 外岡茂十郎編『明治前期家族法資料』2巻1冊、早稲田大学、1968年。全国書誌番号:72000244
- 外岡茂十郎編『明治前期家族法資料』3巻1冊、早稲田大学、1968年。全国書誌番号:72000247
- 外岡茂十郎編『明治前期家族法資料』2巻2冊上巻、早稲田大学、1969年。全国書誌番号:72000245
- 外岡茂十郎編『明治前期家族法資料』2巻2冊下巻、早稲田大学、1970年。全国書誌番号:72000246
- 外岡茂十郎編『明治前期家族法資料』3巻2冊、早稲田大学、1971年。全国書誌番号:72000248
- 外岡茂十郎編『明治前期家族法資料』別巻1、早稲田大学、1972年。全国書誌番号:72000249
- 外岡茂十郎編『明治前期家族法資料』別巻2、早稲田大学、1973年。全国書誌番号:72000250
- 加藤一郎・田中二郎編『民法総則』判例体系第2期版、第一法規出版、1974年 - 。NCID BN05507876
- 外岡茂十郎編『明治前期家族法資料』別巻3、早稲田大学、1976年。全国書誌番号:77014658
- 外岡茂十郎編『明治前期家族法資料』別巻4、早稲田大学、1978年。全国書誌番号:79012839

### 主要な論文
- 赤石寿美稿「生活保護法の世帯認定をめぐる争訟例――世帯単位原則と扶養義務」『静岡女子大学研究紀要』10号、静岡女子大学、1976年、99-116頁。ISSN 02863375
- 赤石寿美稿「明治初年の窮民救助立法の構造」『静岡女子大学研究紀要』11号、静岡女子大学、1977年、310-298頁。ISSN 02863375
- 赤石寿美稿「明治初年の窮民救助立法の構造」『静岡女子大学研究紀要』12号、静岡女子大学、1978年、206-197頁。ISSN 02863375
- 赤石寿美稿「明治初年の窮民救助立法の構造」『静岡女子大学研究紀要』13号、静岡女子大学、1979年、314-307頁。ISSN 02863375
- 赤石寿美稿「明治初年の窮民救助立法の構造」『静岡女子大学研究紀要』14号、静岡女子大学、1980年、330-317頁。ISSN 02863375
- 赤石寿美稿「明治初年の窮民救助立法の構造」『静岡女子大学研究紀要』15号、静岡女子大学、1981年、260-251頁。ISSN 02863375
- 赤石壽美稿「恤救規則の成立と人民協救の優先」『早稲田法学』57巻3号、早稲田大学法学会、1982年7月31日、301-344頁。ISSN 03890546
- 赤石寿美稿「明治初年の窮民救助立法の構造」『静岡女子大学研究紀要』17号、静岡女子大学、1983年、246-234頁。ISSN 02863375
- 赤石寿美稿「明治初年の窮民救助立法の構造――北海道並樺太州賑恤規則の施行と篤行奇特者の賞与」『静岡女子大学研究紀要』18号、静岡女子大学、1984年、248-239頁。ISSN 02863375
- 赤石寿美稿「明治初年の窮民救助立法の構造――親族扶養に関する法制」『静岡女子大学研究紀要』19号、静岡女子大学、1985年、210-200頁。ISSN 02863375
- 赤石寿美稿「明治初年の窮民救助立法の構造――親族扶養に関する法制」『静岡女子大学研究紀要』20号、静岡女子大学、1986年、234-222頁。ISSN 02863375
- 赤石寿美稿「明治初年の窮民救助立法の構造――親族扶養に関する法制」『静岡女子大学研究紀要』21号、静岡女子大学、1988年、104-90頁。ISSN 02863375
- 赤石寿美稿「静岡県における県立大学の統廃合」『静岡女子大学研究紀要』22号、静岡女子大学、1989年、121-146頁。ISSN 02863375
- 赤石壽美稿「大学設置基準の『大綱化』と教養教育」『SGC教授学研究』6巻、静岡学園短期大学、1996年、116-135頁。NCID AN10545151
- 赤石壽美稿「生活保護における補足性追求の法的展開――適正化の推移と『指導指示』の変容」『静岡県立大学国際関係学部研究紀要』14号、静岡県立大学、2001年、138-120頁。ISSN 09162925
- 赤石壽美稿「生存権保障下における『漏救』の法的系譜」『国際関係・比較文化研究』1巻2号、静岡県立大学国際関係学部、2003年3月1日、1-20頁。ISSN 13481231
- 赤石壽美稿「用途地域指定に起因する建築紛争――長期不況下における投資型マンション建築計画事例の分析を中心として」『国際関係・比較文化研究』2巻2号、静岡県立大学国際関係学部、2004年3月、384-366頁。ISSN 13481231
- 赤石壽美稿「用途地域指定に起因する建築紛争――長期不況下における投資型マンション建築計画事例の分析を中心として」『国際関係・比較文化研究』3巻2号、静岡県立大学国際関係学部、2005年3月、448-429頁。ISSN 13481231
- 赤石壽美稿「用途地域指定に起因する建築紛争――長期不況下における投資型マンション建築計画事例の分析を中心として」『国際関係・比較文化研究』4巻1号、静岡県立大学国際関係学部、2005年9月、252-237頁。ISSN 13481231
- 赤石壽美稿「用途地域指定に起因する建築紛争――長期不況下における投資型マンション建築計画事例の分析を中心として」『国際関係・比較文化研究』4巻2号、静岡県立大学国際関係学部、2006年3月、582-561頁。ISSN 13481231
- 赤石壽美稿「用途地域指定に起因する建築紛争――長期不況下における投資型マンション建築計画事例の分析を中心として」『国際関係・比較文化研究』5巻1号、静岡県立大学国際関係学部、2006年9月1日、282-268頁。ISSN 13481231
- 赤石壽美稿「用途地域指定に起因する建築紛争――長期不況下における投資型マンション建築計画事例の分析を中心として」『国際関係・比較文化研究』5巻2号、静岡県立大学国際関係学部、2007年3月1日、576-556頁。ISSN 13481231
- 赤石壽美稿「用途地域指定に起因する建築紛争――長期不況下における投資型マンション建築計画事例の分析を中心として」『国際関係・比較文化研究』5巻2号、静岡県立大学国際関係学部、2007年3月1日、576-556頁。ISSN 13481231

### 註釈
1. ↑  政治学士の称号は、1991年7月1日以降の学士（政治学）の学位に相当する。
2. ↑  法学修士の学位は、1991年7月1日以降の修士（法学）の学位に相当する。
3. ↑  静岡女子大学は、静岡薬科大学、静岡女子短期大学と統合され、1987年に静岡県立大学が設置された。

## 関連人物
- 外岡茂十郎